# UFC 226
UFC 226: Miocic vs. Cormier foi um evento de artes marciais mistas produzido pelo Ultimate Fighting Championship realizado em 7 de julho de 2018, no T- Mobile Arena em Paradise, Nevada, parte do área metropolitana de Las Vegas.

## Resultados
Nota 1 Pelo Cinturão Peso Pesado do UFC. 

## Bônus da Noite
Os lutadores receberam $50.000 de bônus:
- Luta da Noite: Não houve lutas premiadas.
- Performance da Noite:  Daniel Cormier,  Anthony Pettis,  Khalil Rountree Jr. e  Paulo Costa